# Phaegorista bisignibasis
Phaegorista bisignibasis är en fjärilsart som beskrevs av Louis Beethoven Prout 1918. Phaegorista bisignibasis ingår i släktet Phaegorista och familjen nattflyn. Inga underarter finns listade i Catalogue of Life.